# 母子像 (小説)
『母子像』は、久生十蘭による日本の短編小説。

## 概要
「母子像」は久生十蘭が記した短編小説のうち代表作のひとつである。初出は1954年3月26日-3月28日の読売新聞の朝刊である。サイパン島玉砕をもとにした生き残りの親子を題材にしている。
放火事件を起こした生徒、和泉太郎の担当教諭ヨハネが警官から太郎の人物像や家庭環境について尋ねられた後、ヨハネは太郎に、太郎が起こした事件について確認をし始める。太郎自身によるサイパン島で過ごした時の回想や、ヨハネの発言に対する太郎の心の中でのつぶやきから、太郎の母に対する異常に強い愛が明らかになる。
英文学者吉田健一によって英訳された本作は、1955年、ニューヨーク・ヘラルド・トリビューン紙主催の第二回世界短編小説コンクールにおいて第一席に入選した。
2018年、神奈川近代文学館で管理する吉田健一の遺品から「母子像」の草稿と「美しい母」と題された異稿が見つかった。いずれも冒頭部分。十蘭には改稿癖があり、自宅には多くの草稿が残されていたが、他人に預けた例はなく、吉田の手元にあった事情はわかっていない。

## あらすじ
放火事件を起こした生徒、和泉太郎の担当教諭ヨハネが警察署から呼び出しを受けた。ヨハネは婦人警官と司法主任にその生徒の人物像や家庭環境について尋ねられる。太郎は両親を亡くしており、宣教師に育てられていた。ヨハネは太郎の悪事など知らない、品行方正な子だというが、警察には素行不良の報告が来ていた。太郎はこの事件以外にも何件か補導を受けていたのだ。
警官は太郎には何か思い悩むことがあるのではないかと疑った。ヨハネによると、太郎は以前、母親の手によって殺されかけたことがあるという。ヨハネはその出来事について詳しく聞くため、太郎に会いたがった。
警官らがヨハネに話を聞いている頃、太郎は警察署内の保護室でその事を思い返していた。太郎は美しい母親に奉仕できるのを嬉しく思っていた。それはかつて太郎が母親の顔の美しさに魅了されて以来、顔色をうかがいながら過ごしてきたからである。そのため、母親の手によって殺されるのだと知っても、そのまま母親に従ったのである。
刑事部屋では、ヨハネが一つ一つ太郎の起こした事件について、太郎に確認をし始めた。しかし、ヨハネは太郎の行動を誤解していた。セーラー服を着て花売りの格好をしていたのはお金を稼ぐためではなく母親の店に入るためだった。アメリカ兵をタクシーで東京へ連れ出したのはアルバイトではなく、母親の店を繁盛させるためだった。太郎は母親のために行動していたつもりだったが、それは余計な事だと知る。
ある日太郎は知人から母親が自分の運んだ客と売春をしていると教えられる。その夜、母親のベッドの下に忍び込み、母親の女の声を聞いた太郎は、母親への特別な想いをなくしてしまう。
母親に幻滅した太郎は早く死にたい、と電車のレールの間に寝て自殺しようとしたが、電車は太郎に触れずに通り過ぎてしまい、死ぬことは出来なかった。どうしても死にたい太郎はそばにアメリカの資材があるのも知らずに、掩体壕の中で体に石油をかけ、火をつけて死のうとしたが、火がなかなか付かず、ここでも死ぬことが出来なかった。
なぜアメリカの資材に火を点けようとしたのか、ヨハネに問い詰められると、太郎はいきなり｢死刑にしてくれ！｣と叫び部屋から飛び出した。しばらくして警官が保護室に入ってくると、太郎は警官の隙を見て警官が手放していた拳銃を乱射した。驚いた警官は太郎に向けて拳銃を撃った。玉は太郎の胸の上に当たり、太郎は涙を流しながら前に倒れた。

## 作品テーマ・作風
本作は、登場人物が戦争を体験しているという設定であり、戦争を題材としているが、戦争を憎悪したり、直接的に敵国を憎む内容ではない。戦争そのものを描写するよりも、大戦を経て生じた人々の心情の有り様や、時代や社会、その中での「自己」というものを人々がどのように捉えようとしていたのかの描写が重要であった。
「戦争の傷痕の捉え方」といった「戦争」に関する題材のみではなく、第二回世界短篇小説コンクールで入賞したことから、「エキゾティズム」、「外国受けする内容」、「国際的な問題」なども題材であると言われる。

## 制作背景
本作は、当初100枚程書いたが、作者が、100枚程を簡潔に読者に差し出すことで、少しでも物語の異常さを読者に気づかせるために、20枚程に削り詰めた。
第二回世界短篇小説コンクールに応募した本作の英訳は、英文学者の吉田健一によるものである。
本作は、あらかじめ外国語で読まれることを計算し抜いて書かれており、そのため、第二回世界短篇小説コンクールで入賞したと言われる。
作者久生十蘭の妻久生幸子は、作者が最も愛した自身の作品は「母子像」「予言」のふたつであると述べる。

## 社会的評価
本作は、ニューヨーク・ヘラルド・トリビューン紙主催の第二回世界短篇小説コンクールにおいて、第一席に入選し、賞金一千ドルを獲得した久生十蘭の代表作の一つである。
1955年7月17日朝刊の読売新聞は、「日本文学の海外進出も、いずれも日本的な異国情緒を売りものにしたものだが、この母子像はそういうレッテルをつけず本格的小説で堂々デビューした。」と言う。
中井英夫は、本作が世界短篇小説コンクールで第一席に入選したのは、「あらかじめ外国で読まれることを計算しぬいた筋立てと運びと、いっさい感傷をさし挟まぬ淡々とした叙述の中に、実の子の首を苔色になるまで締めあげる母親の悪女ぶり、その美しさに手も足も出なくなった思春期の少年心理を鏤めたさりげなさが、洗われた星のように輝いて見えたから」であると述べる。
鈴木貞美は、「戦時下に息子を絞め殺そうとし、敗戦後にアメリカ軍人に身を売るあの母親を『アレゴリーとしての女』」であると位置付けた。また、鈴木は、「太宰治、石川淳、豊島与志雄らの「寓意敗戦小説群」の末端に連なる『母子像』は『戦後の終焉』が口にされ始めた時期の日本に投げられた『寓意の爆弾』でもあったと述べる。
尾崎秀樹は、本作は、「戦争の惨禍の生んだ悲劇」を主題としたものであり、現在と過去を重ねながら少年の行為と心理を追った構成で、既成の小説概念を超えるものであったと述べる。
江口雄輔は、本作は、「エディプス・コンプレックスと戦争の悲劇を縒り合わせ、カット・バック的な後世の巧みさを発揮して、世界的な支持につながる普遍性を備えた」作品だと述べる。
福永武彦は、「最初の警察の調べ室での取り調べで出てきた歪みというものがあとから一つ一つ打ち消されていくところがうまい」と称賛する一方で、「枚数も短いし、うまい小説コンクールというものはこういうふうに書かなければならないのだろうが、ひっくり返し方があまりにもトントン拍子で、味もそっけない」と非難もしている。
加藤周一は、「一つ一つの具体的に出てくる話が巧みであって、うまくひっくり返していって機械的な感じがする。そしてつくりものだという感じがあまり表に出すぎる。母親と息子との関係も思いつきみたいなところがある、現実感がない」と批判的な意見を述べている。
橋本治は、本作の最後の4つの文を、ある程度の状況描写を補足すれば、ある程度のものは見えて来ると指摘して読者の感受性の問題であるとし、それが分からない人間に、久生十蘭という人物は無縁であると述べる。